# Fischer Alajos
Fischer Alajos (Budapest, 1954. január 10.) neveléstudós, főiskolai tanár.

## Családja
Édesapja dr. Fischer Antal agrármérnök, a Főváros Állat és Növénykertjének osztályvezetője, főosztályvezetője, főigazgató-helyettese, édesanyja Fodor Judit, testvére Fischer Ákos.

## Tanulmányai
Felsőfokú tanulmányait a Juhász Gyula Tanárképző Főiskolán kezdte, ahol 1977-ben szerzett biológia–mezőgazdasági ismeretek szakos diplomát. 1990-ben végzett az ELTE BTK pedagógia szakán, 2000-ben orosz nyelv és irodalom szakos oklevelet kapott a JATE JGYTF-en. 2009-ben szerzett PhD-fokozatot a Pannon Egyetem doktori iskolájában .

## Pályafutása
1978-tól a Budapest XIII. Váci út 61. (később Kassák Lajos nevét vette fel az intézmény) iskola tanára, 1985 és 2000 között igazgatója. Vezetése alatt lett az iskola négy-, majd nyolcosztályos gimnázium. A tantestülettel dolgozták ki az új képzési és óratervet, követelményeket, helyi pedagógiai programot. A gimnáziumban elsősorban biológiát tanított, a kerület munkaközösség-vezetője volt. Több tanulmányi versenyt, továbbképzést szervezett. 2007 és 2009 között az EDUCATIO Kht., majd Kft. közoktatási szakmai igazgatója volt. Működése alatt adták ki a „kompetenciaalapú oktatás” taneszközeit. Több éven keresztül oktatott (óraadóként) pedagógiai tárgyakat a Magyar Táncművészeti Főiskolán és a Károli Gáspár Református Egyetem bölcsészkarán, ahol később főállású egyetemi adjunktusként is tevékenykedett. 2009-ben főiskolai tanárrá nevezték ki. 2009 óta az Edutus Főiskola (volt Modern Üzleti Tudományok Főiskolája) főállású oktatója.

## Főbb publikációi
- „Ami a vallomásokból kimaradt” (Márai Sándor és Stumpf György pere, az Egy polgár vallomásainak első kiadása kapcsán.) Irodalomtörténeti Közlemények, 2003. 4-5. sz.
- Márai Sándor: Bébi, vagy az első szerelem. Studia Caroliensia, 2001/4. szám 108.
- Márai Sándor neveltetése-nevelődése. Studia Caroliensia, 2001/2. szám 7.
- A gyermekmentés útjai. Köznevelés, 51. évf. 10. sz., 1995. március 10.
- Egy kandidátusi értekezés margójára. Köznevelés, 51. évf. 15. sz., 1995. április 14.
- Projektek az irodalomtudományban. In Projektmódszer III. Szerk. Hegedűs Gábor. Kecskemét 2002.